# Copei
Copei is een in 1946 door Rafael Caldera opgerichte reformistische christendemocratische partij in Venezuela. Onder de dictatuur van de militairen (1948-58) was de partij illegaal en zaten haar voorlieden gevangen. Copei staat voor Comité de Organización Política Electoral Independiente (Comité van de Politieke Organisatie voor Onafhankelijke Verkiezingen).
De Copei stond in de jaren zestig en zeventig bekend als een gematigd reformistische partij die goede betrekkingen nastreefde met Cuba. Het binnenlandse beleid was gericht op staatscontrole op de (buitenlandse) oliebedrijven.
Programmatisch gezien week de Copei qua partijprogramma nauwelijks af van het partijprogramma van de eveneens reformistische (sociaaldemocratische) Accion Democrática van Rómulo Betancourt.
Bij de presidentsverkiezingen van 1958 en 1963 was Rafael Caldera presidentskandidaat maar hij werd niet gekozen. Wel nam de Copei deel aan de coalitieregeringen van Betancourt en Leoni.
In 1969 werd hij bij de presidentsverkiezingen wél tot president gekozen. Hij herstelde de betrekkingen met het Cuba van Castro, en vergrootte de greep van de regering op de olieproductie. De regering-Caldera werd beheerst door corruptie, hoewel de integriteit van de president buiten kijf stond. De steun van de Copei aan de christendemocraten in Chili in 1973, en daarmee indirect aan de militaire coup, kostte de partij veel sympathie.
In 1974 kwam de Democratische Actie (AD) weer aan de macht, in 1979 werd partijgenoot Luis Herrera tot president gekozen. In 1984 werd Herrera afgewisseld door een AD'er.
Rafael Caldera werd in 1994 voor de tweede keer president, echter niet meer voor de Copei, maar voor de Democratische Convergentie. Na zijn termijn werd Hugo Chávez gekozen, die een nieuwe orde invoerde waarin voor Copei en AD slechts een rol in de marge is weggelegd.
In januari 2008 verzamelden diverse partijen in Venezuela zich in een oppositiecoalitie, Mesa de la Unidad Democrática (MUD). Wilden de partijen een kans maken tegen Hugo Chavez dan was samenwerking essentieel. In juni 2009 waren 11 partijen betrokken en een jaar later al 50 waarvan 16 nationale bekendheid genoten. De basis werd gelegd door Copei en Democratische Actie en aangevuld met partijen van recentere datum zoals Rechtvaardigheid Eerst. Door de verscheidenheid aan partijen is niet altijd consensus mogelijk.
In de verkiezingen van september 2010 bereikte MUD de eerste successen. Ze behaalden 64 van de 165 zetels in het parlement. Copei kreeg vijf en Democratische Actie acht zetels, maar ze moesten Rechtvaardigheid Eerst en Un Nuevo Tiempo voor laten met elk 10 zetels. In de parlementsverkiezingen van december 2015 behaalden MUD een meerderheid in het parlement met 112 van de 165 zetels.